# Frank Iero
Frank Anthony Iero, Jr. (Belleville, Nueva Jersey; 31 de octubre de 1981) es un músico estadounidense, conocido por ser el guitarrista de la banda My Chemical Romance, así como también el vocalista de las bandas Pencey Prep, Leathermouth y Death Spells. Iero también ha iniciado proyectos de punk como solista, y ha publicado los álbumes Stomachaches (2014) y Parachutes (2016); su tercer álbum, Barriers, se publicó en mayo de 2019, año en que se realizó una gira sudamericana y una norteamericana.

## Biografía

### Infancia
Iero nació en la ciudad de Belleville, Nueva Jersey, pero creció en la ciudad de Kearny. Es hijo único de Linda (apellido de soltera, Pricolo) y Frank Iero, Sr. Sus padres se separaron cuando tenía tres años, pero no se divorciaron sino hasta cuatro años más tarde, cuando Iero tenía siete. Mientras que su padre se mudó a Trenton, en el sur de Nueva Jersey, Iero permaneció en Kearny con su madre. Cuando era niño sufrió de numerosos ataques de bronquitis e infecciones de oído, en consecuencia, pasó gran parte de su infancia en el hospital. Iero también es intolerante a la lactosa y posee otras alergias a diversos alimentos. Asistió a una escuela católica durante su juventud, y más tarde a la Universidad Rutgers en Nuevo Brunswick con una beca estudiantil, pero posteriormente la abandonó para poder ir de gira con My Chemical Romance.[cita requerida]
Su padre y abuelo son bateristas, por lo que frecuentemente Frank los veía tocar, o los escuchaba hablar de las presentaciones que harían, lo que influyó para que Frank tuviera un gran interés por la música. Durante su infancia tocó un tiempo el saxofón, y luego la guitarra.

### Primeros proyectos
Ha tocado en numerosas bandas desde que tiene once años, entre las cuales se pueden mencionar Hybrid o Sector 12, y luego fue vocalista y guitarrista rítmico de Pencey Prep, antes conocida como I Am a Graveyard, quienes llegaron a sacar su primer disco de estudio llamado Heartbreak in stereo, en el año 2001.

### My Chemical Romance
Iero estudiaba en la universidad y tocaba en la banda Pencey Prep; fue entonces cuando su banda tuvo que compartir el cuarto de grabaciones de la disquera Eyeball Records con My Chemical Romance. La banda Pencey Prep se separó y Frank se unió a My Chemical Romance. Cuando él se integró a la banda, éstos ya habían comenzado a grabar su primer disco, I brought you my bullets, you brought me your love, por lo que Iero solo tocó dos canciones en este disco: “Honey, this mirror isn't big enough for the two of us” y “Early sunsets over Monroeville”, aunque aparece en el video de “Vampires will never hurt you”. En la canción “Mama” de su tercer disco, su madre Linda Pricolo hace voces de fondo, y su padre Frank "Cheech" Iero hace percusión en la canción “Welcome to the Black Parade”.
En febrero de 2008, debido a la muerte de su abuela a la cual estaba muy apegado, se vio obligado a abandonar la gira de My Chemical Romance en Sudamérica, por lo que solo alcanzó a tocar en los conciertos realizados en Brasil y no pudo hacerlo en Argentina, Chile ni Venezuela, siendo reemplazado por Matt Cortez.
A finales de 2008 participó como bajista en la gira de Reggie and the Full Effect en su Farewell Tour.

### Death Spells
Luego de la separación de My Chemical Romance, Frank Iero anunció en su página web, y luego en una entrevista, la formación de una nueva banda de hardcore electrónico llamada Death Spells, constituida por él como cantante y por James Dewees (The Get Up Kids, Reggie and the Full Effect) en los «ruidos», denominado de esa forma por el mismo Iero en su página web.
Death Spells comenzó a publicar los demos de sus canciones: extractos de alrededor de un minuto veinte cada uno, que subían a la página SoundCloud. También confirmaron la realización de una gira junto a Mindless Self Indulgence y futuros planes para la grabación de un disco de estudio.

### Carrera solista
En septiembre de 2012, contribuyó con la canción «This song is a curse» para la banda sonora en iTunes de la película Frankenweenie, dirigida por Tim Burton.
La noche del 8 de junio de 2013, Iero tocó en vivo una nueva canción acústica, llamada «Stage four: fear of success», durante la grabación de un podcast en Brooklyn. Posteriormente, el 3 de septiembre, tocó —además de la ya mencionada— otras dos canciones nuevas, en el A&M Music Center de Lyndhurst (Nueva Jersey): «Joyriding.» y un tercer tema de título desconocido. Un demo de «Joyriding.» está disponible en la página de SoundCloud del cantante.
En diciembre de 2013, Iero publicó su primer EP en solitario, titulado For Jamia..., el que contiene dos canciones versionadas por él: «Be my baby» de The Ronettes (1963) y «Walk the line» de Johnny Cash (1964). El álbum se puso a la venta como descarga digital y en discos de vinilo de siete pulgadas, limitados a cuatrocientas unidades.

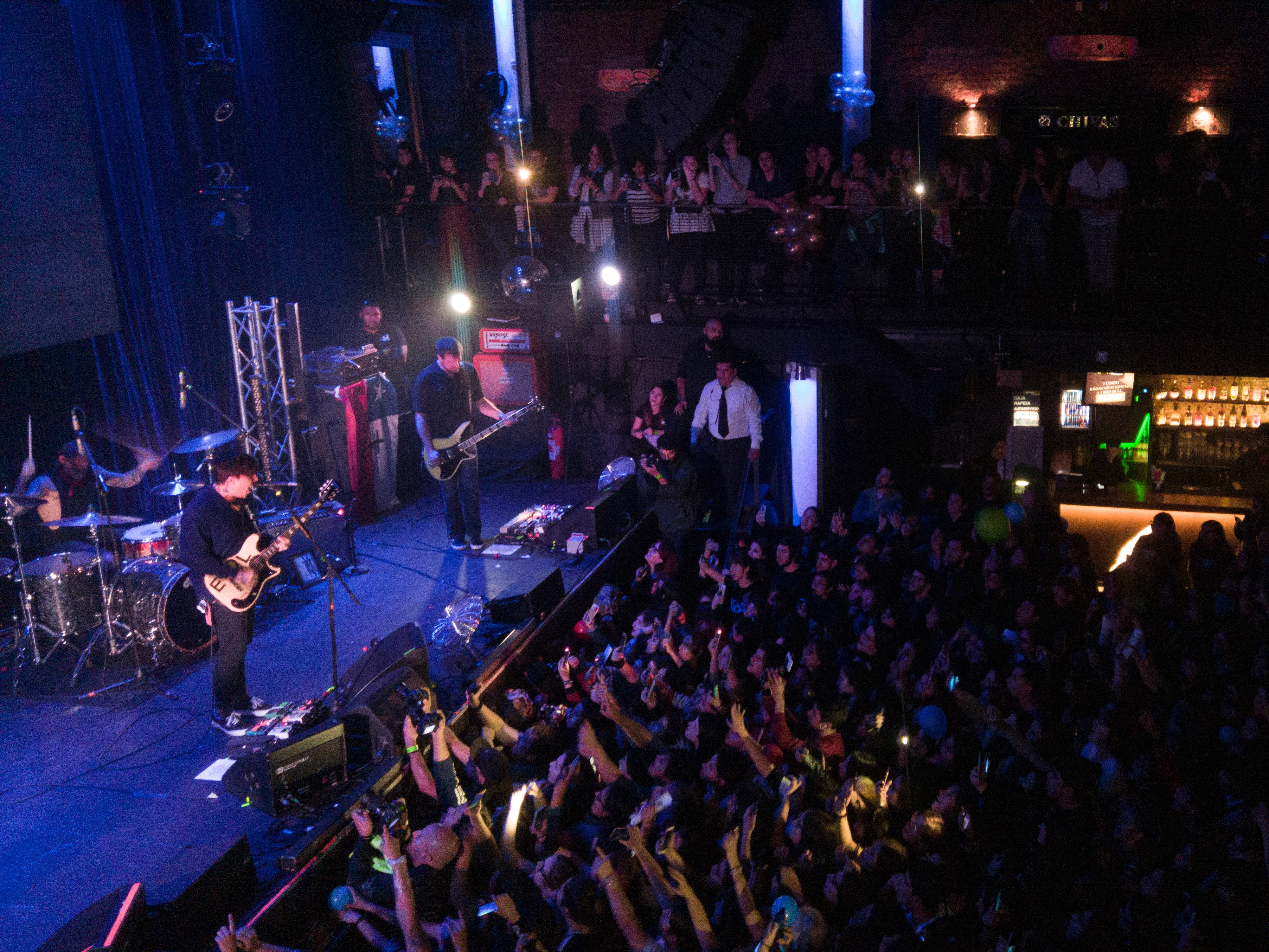
Iero tocando en Chile, durante su gira sudamericana (2019)

Desde enero de 2014, está disponible en internet una nueva canción en solitario de Iero, titulada «2.5 mg just ain't enough for me», que forma parte de un álbum recopilatorio de beneficencia publicado el 25 de febrero del mismo año. En esta última fecha también se publicó un sencillo de Frank Iero, de título «B. F. F.», que contiene cantos de sus hijas gemelas Lily y Cherry, y letras compuestas por él junto a Lily.
En 2014 publicó su álbum Stomachaches, bajo el nombre frnkiero andthe cellabration (sic), y en 2016 publicó el álbum Parachutes, con su proyecto denominado Frank Iero and the Patience.
Durante marzo y abril de 2019, fue telonero de Taking Back Sunday por Estados Unidos. Luego, a fines de abril de 2019, realizó una gira por Sudamérica con conciertos en Perú, Chile, Argentina y Brasil, para posteriormente iniciar su gira norteamericana. Estas presentaciones las hizo bajo el nombre de Frank Iero and the Future Violents.

## Vida personal
Iero ha sido vegetariano desde que es niño luego de enterarse del maltrato a los animales en los mataderos y granjas de cría. El 5 de febrero de 2007, Iero contrajo matrimonio con su novia Jamia Nestor, después de haberse comprometido el 25 de mayo de 2006. El 4 de agosto de 2010, Frank y Jamia se convirtieron en padres de dos gemelas, llamadas Cherry y Lily. El 6 de abril de 2012 nació su tercer hijo, llamado Miles.

## Discografía

### Carrera solista
Álbumes de estudio
- 2014: Stomachaches (como frnkiero andthe cellabration)
- 2016: Parachutes (como Frank Iero and the Patience)
- 2019: Barriers (como Frank Iero and the Future Violents)

EP
- 2013: For Jamia...
- 2017: Keep the coffins coming
- 2021: Heaven is a place, this is a place

### Pencey Prep
- 2001: Heartbreak in stereo

### My Chemical Romance
Álbumes de estudio principales
- 2002: I brought you my bullets, you brought me your love
- 2004: Three cheers for sweet revenge
- 2006: The Black Parade
- 2010: Danger days: the true lives of the Fabulous Killjoys

Otros álbumes de estudio
- 2013: Conventional weapons

### Leathermouth
- 2009: XO